# Gray Davis
Joseph Graham Davis jr. (født 26. december 1942), bedst kendt som Gray Davis, er en amerikansk demokratisk politiker som var Californiens 37. guvernør fra 1999 til 2003. Han blev genvalgt til en anden periode i 2002, men blev kastet efter et omvalg den 7. oktober 2003, og blev 17. november samme år efterfulgt af den moderate republikaner Arnold Schwarzenegger.